# 朝地インターチェンジ
朝地インターチェンジ（あさじインターチェンジ）は、大分県豊後大野市朝地町下野にある中九州横断道路（大野竹田道路）のインターチェンジである。

## 道路
- 中九州横断道路（国道57号）
  - 大野竹田道路

## 沿革
- 2012年（平成24年）6月26日 : 一般国道57号改築工事（中九州横断道路「大野竹田道路」・大分県豊後大野市大野町田中字横枕地内から同市朝地町下野字胡麻町地内まで）及びこれに伴う市道付替工事について国土交通相より土地収用法に基づく事業認定が公示される[1]。
- 2014年（平成26年）3月10日 : 当ICの名称を「朝地IC」で正式決定[2]。
- 2015年（平成27年）
  - 2月15日 : 大野IC - 朝地IC間 開通に伴い供用開始[3]。
  - 3月24日：一般国道57号改築工事（中九州横断道路「大野竹田道路」大分県豊後大野市朝地町板井迫字蔵元地内から竹田市大字会々字平地内まで）及びこれに伴う市道付替工事について国土交通相より土地収用法に基づく事業認定が公示される[4]。
- 2019年（平成31年）1月19日 : 朝地IC - 竹田IC間 開通[5]。

## 接続する道路
- 大分県道57号竹田犬飼線

## 周辺
- 道の駅あさじ
- 朝地駅（JR豊肥本線）
- 豊後大野市朝地支所

## 隣
中九州横断道路（大野竹田道路）
大野IC - 朝地IC - 竹田IC